# Comme des anges
 (juillet 2009).
Si vous disposez d'ouvrages ou d'articles de référence ou si vous connaissez des sites web de qualité traitant du thème abordé ici, merci de compléter l'article en donnant les références utiles à sa vérifiabilité et en les liant à la section « Notes et références ».
Comme des Anges Production, aussi connue sous les noms de Comme des Anges ou Comme des Anges Agency est une maison de production française de pornographie gay spécialisée dans le haut de gamme. Comme des Anges présente la particularité de ne filmer que des débutants, mis en scènes par des professionnels. Pour de nombreux acteurs dont Brice Farmer et Léo Hélios Comme des Anges a constitué le début d'une carrière et un tremplin vers l'international.

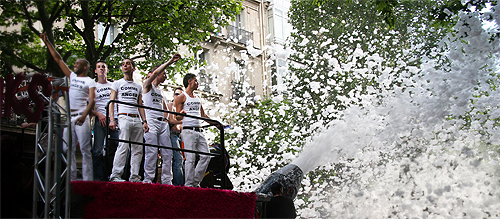
Célébration de l'anniversaire de Comme des Anges productions lors de la gay Pride de Paris.

## Histoire
L’agence est créée en 1996.
Les garçons qu'ils photographient et ceux qu'ils filment ont pour point commun d’être amateurs et le plus souvent débutants.
En 1998, Comme des Anges crée Comme des Anges Agency, agence de photo et banque d'image des acteurs de la Prod et des modèles de l'agence, à disposition des agences de communication ciblant les milieux gays.
En 1999, Comme des Anges est choisie par Tom Robin pour sa communication sur une nouvelle ligne de soin pour hommes, puis par le ministère du Tourisme et la maison de la France pour participer à la réalisation de la plaquette Gay Friendly, distribuée dans les agences de voyages aux États-Unis.
En 2000, Comme des Anges ajoute plusieurs labels à ses activités et donne leur chance à de jeunes réalisateurs, voire à des réalisateurs débutants.
En 2021 Comme des Anges fête ses 25 ans.

## Filmographie sous le labelComme des Anges
- Trente six-quinze, 1996.
- Casting, 1997.
- Parking, 1998.
- Le Film de tous les Records, 1998 (hors série - épuisé).
- Sept Nuits sous les Étoiles, 1999.
- Derrière la Dune, 2000.
- Un Été au Paradis 2004.
- French Lover, 2006.
- D'Or et de Lumière, 2010
- Duels au Foutre (Saison 1), 2012.
- Amours Suprêmes, 2015

## Sous le labelTTBM
- TTBM 1, 2008.
- TTBM 2, 2009.
- TTBM 3, 2010.
- TTBM 4, 2013.

## Sous le labelPremières Baises
- Vincent, 2001.
- Anthony, 2002.

## Sous le labelDjeunz French Twinks
- Djeunz French Twinks 1, 2007.
- Djeunz French Twinks 2, 2008.
- Djeunz French Twinks 3, 2009.
- Djeunz French Twinks 4, 2011

## Sous le labelCDAP International
- La grande maison dans la prairie, 2000.
- Va te faire e…, et il le fait, 2000.
- Jimmy 20 ans p… à louer, 2001.